# General Guitart

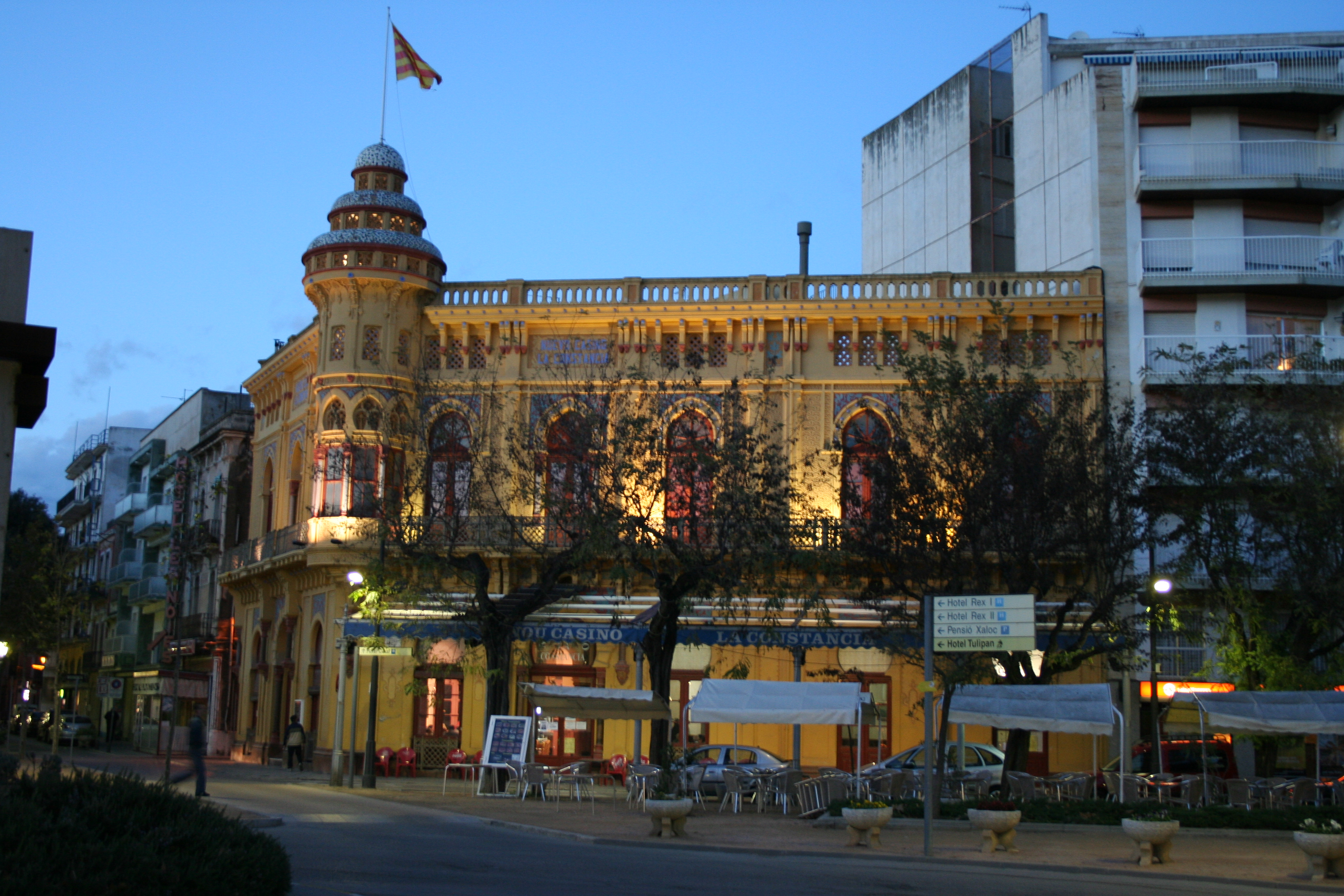
El Casino La Constancia, obra de estilo modernista mozárabe

 General Guitart Lostaló (Gracia, 1859  — Barcelona, 1926) fue un arquitecto modernista titulado en 1887. Arquitecto municipal de Santa Perpetua de Moguda, donde hizo el Ayuntamiento (1892), y de San Feliu de Guíxols (1891 — 1899 y 1904 — 1912), donde hizo el plan de reforma de la ciudad (1897), el paseo de Guíxols, el Casino La Constancia (1888 — 1898) y el de los Señores (1909) y el Asilo Sweis (1904). Ayudante de Elías Rogent y de Camilo Oliveras Gensana, con quien, entre 1889 y 1898, trabajó en las obras de la Casa Provincial de Maternidad y Expósitos de Barcelona.